# Тендиково
Те́ндиково (рос. Тендиково) — присілок у складі Дмитровського міського округу Московської області, Росія.

## Населення
Населення — 92 особи (2010; 60 у 2002).
Національний склад (станом на 2002 рік):
- росіяни — 98 %